# Arctocorisa germari
Arctocorisa germari är en insektsart som först beskrevs av Franz Xaver Fieber 1848.  Arctocorisa germari ingår i släktet Arctocorisa, och familjen buksimmare. Arten är reproducerande i Sverige.